# Plasmodiidae
Ordre
Famille
Les Plasmodiidae sont une famille de protozoaires parasites, dont cinq espèces connues causent le paludisme chez l'Homme. C’est la seule famille de l'ordre des Haemosporida
Les critères d'appartenance à cette famille sont actuellement les suivants :
- les macrogamètes et les microgamontes se développent indépendamment ;
- l'absence d'échange de gènes par appariement asexué (azyzygie) ;
- le microgamétocyte donne huit microgamètes flagellés ;
- le zygote est mobile (on parle d'ookinète) ;
- la présence d'un conoïde uniquement au stade ookinète ;
- les sporozoïtes sont nus dans l'oocyste (il n'y a pas de sporocyste) et sont hétéroxènes (ils ont besoin de deux hôtes pour faire un cycle complet de développement).

Certains genres produisent un pigment appelé hémozoïne.

## Liste des genres
Selon BioLib (9 décembre 2019) :
- genre Billbraya Paperna & Landau,1990
- genre Dionisia Landau & al.,1980
- genre Haemoproteus Kruse,1890
- genre Hepatocystis Levaditi & Schoen,1932
- genre Leucocytozoon Sambon,1908
- genre Mesnilium Misra & al.,1972
- genre Mycteria Garnham & Haisch,1953
- genre Plasmodium Marchiafava & Celli,1885
- genre Polychromophilus Dionisi,1899
- genre Rayella Das Gupta,1967
- genre Saurocytozoon Lainson & Shaw,1969